# Chris Williams (Brits golfer)

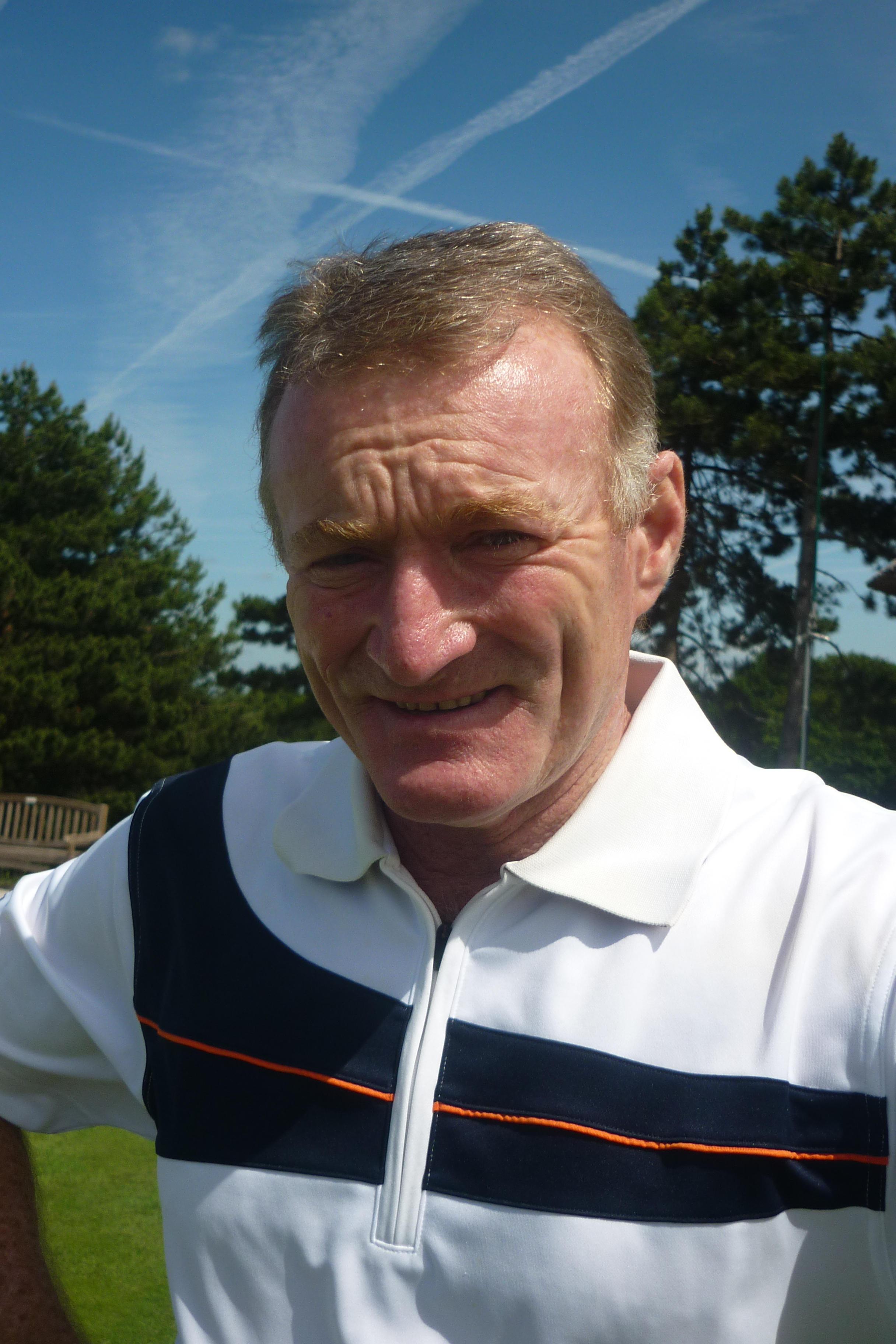
Dutch Senior Open 2010.

Christopher Gary Williams (Liverpool, 20 maart 1959) is een professioneel golfer uit Engeland. Hij heeft de Zuid-Afrikaanse nationaliteit.

## Professional
Williams verhuisde in 1977 naar Zuid-Afrika en werd in 1978 professional. Hij speelde vanaf 1985 op de Sunshine Tour waar hij negen overwinningen behaalde. In zijn rookie-jaar won hij het PGA Kampioenschap. Hij speelt sinds 2009 op de Europese Senior Tour, waar hij in 2011 zijn eerste overwinning behaalde.

### Gewonnen

#### Sunshine Tour
- 1985: Lexington PGA Championship
- 1989: ICL International
- 1991: PX Celebrity Pro-Am (met Justin Hobday), Telephone Manufacturers SA Trophy
- 1994: Zimbabwe Open
- 1996: FNB Pro Series 2: Royal Swazi, Leopard Rock Classic
- 2002: Telekom PGA Championship
- 2003: Seekers Travel Pro-Am

#### Aziatische PGA Tour
- 1998: Volvo Masters of Malaysia, FedEx Cup PGA Championship

#### Europese Senior Tour
- 2011: Brunei Senior Masters

#### Elders
- 1983: Telkom Open (South Africa)
- 1985: Swaziland Open
- 2007: Royal Swazi Sun Touring Pro-Am